# Redange (kanton)
Redange er en kanton i distriktet Diekirch i Luxembourg. Kantonen ligger i de vestlige dele af landet og har et areal på 267,49 km². I 2005 havde kantonen 14.499 indbyggere og det administrative center ligger i byen Redange.

## Kommuner
Kantonen Redange består af ti kommuner. I tabellen opgives antal indbyggere pr. 1. januar 2005.
| #   | Kommuner    | Indbyggere |
| --- | ----------- | ---------- |
| 1.  | Rambrouch   | 3.581      |
| 2.  | Redange     | 2.308      |
| 3.  | Beckerich   | 2.122      |
| 4.  | Préizerdaul | 1.322      |
| 5.  | Useldange   | 1.313      |
| 6.  | Ell         | 929        |
| 7.  | Vichten     | 869        |
| 8.  | Grosbous    | 772        |
| 9.  | Wahl        | 748        |
| 10. | Saeul       | 535        |

49°48′N 5°48′Ø / 49.8°N 5.8°Ø